# Бердникова Віра Василівна
Віра Василівна Бердникова (1901-1996) - одна з перших радянських розвідниць, діяла в тилу білих у роки Громадянської війни.
У 1928 році нагороджена вищим орденом - Червоного Прапора: "За бойові відзнаки та заслуги, надані в період громадянської війни". Одна з близько 60 жінок удостоєних такого ордену, з яких лише 4 були розвідницями.
Є підстави вважати, що вона послужила одним із прототипів збірного образу Анки-кулеметниці.

## Біографія
Народилася 1901 року в сім'ї робітника-залізничника.
Навчалася у жіночій гімназії у Новомиколаївську (Новосибірську).
У 1917 році під впливом старшої сестри Августини приєдналася до більшовиків.
У квітні-вересні 1917 року - інструктор відділу культпросвітроботи в Раді робітників і селянських депутатів. За дорученням Ради працювала у селі Новий Каяк, відкрила там школу та дім-читальню, а також, закінчила фельдшерські курси і надавала мешканцям медичну допомогу.
У грудні 1917 року прийнято до членів РСДРП(б).
У травні-вересні 1918 - вчителька притулку-ясел в Новомиколаївську. Водночас вела підпільну роботу.
У вересні 1918 року була арештована білою контррозвідкою, до грудня 1919 року утримувалася у в'язницях Новомиколаївська та Томська. Із ув'язнення звільнено частинами Червоної армії.
З 1920 року працювала у Новомиколаївському міськкому РКП(б), інструктор відділу народної освіти.
У вересні 1920 року за партійною путівкою була направлена в Іркутськ у розпорядження Реєстрвідділу 5-ї Червоної Армії. 

### Служба у розвідці
У 1920-1923 роках - кадровий співробітник військової розвідки. Агентурні псевдоніми: Черкасова, Берзіна.

З серпня 1920 року до серпня 1921 року працювала в Реєствідділі 5-ї армії.У вересні 1920 року, отримавши шифри і гроші, вирушила виконання першого завдання, даного начальником Реєстрвідділу штабу армії Карлом Езеретисом:
Перейти фронт військ отамана Семенова, пробратися в м. Читу, резиденцію штабу Семенівської армії, встановити зв'язок з Читинською військовою радіостанцією, завербувати одного з її співробітників і зв'язати радіостанцію з Реєстрвідділом 5-ї армії з метою отримання останніх необхідних відомостей безпосередньо з Чити.
Через три тижні «в умовах режиму, створеного Семенівською контррозвідкою, наражаючися на щогодинну небезпеку», успішно виконала завдання.
З вересня 1921 по жовтень 1922 - помічник начальника оперативного відділу, завідувач секретної частиною Розвідувального управління при Військраді НРА ДВР.
З жовтня 1922 до лютого 1923 року — на нелегальній розвідробці: «виконувала цілу низку відповідальних секретних доручень у смузі відчуження КСЗ». Конкретних даних про характер завдань та їх результати немає, але відомо, що в Маньчжурії вона видавала себе за дочку заможних батьків, які емігрували з Росії.
У лютому 1923 демобілізована.
Наказом від 23 лютого 1928 року нагороджена орденом Червоного Прапора "за бойові відзнаки та заслуги, надані в період Громадянської війни" як колишня військовослужбовця штабу 5-ї армії. Подання про нагородження підписали колишні начальник Розвідупра 5-ї армії та НРА ДВР С. С. Заславський, начальник штабу НРА ДВР Б. М. Фельдман, начальник Розвідупра Штаба РККА Я. К. Берзін.

### Після Громадянської війни
Після Громадянської війни працювала в органах просвітництва в Сибіру.
ПІсля того як вийшла заміж, переїхала до Ленінграда, де закінчила Ленінградський східний інститут. Пізніше працювала у Москві.
У 1934-1938 роках - знову в розпорядженні Розвідвідділу РСЧА, в 1934-1935 роках закінчила школу Розвідувального управління РСЧА (згідно з показаннями Яни Берзіної, даними в 1938 році, Бердникову та її чоловіка готували «по комерційній лінії»), з 1937 року кадровий співробітник у званні майора.
Імовірно, у цей час працювала разом із чоловіком — Марком Шнейдерманом, розвідником, бригадним комісаром, який наприкінці 1937 року був відкликаний з-за кордону і заарештований, але через дев'ять місяців звільнений за «відсутністю даних про винність».
Звільнена у запас 15 липня 1938 року.
В 1939 її чоловік був знову заарештований, засуджений до 8 років виправно-трудових таборів, звільнений в 1948, помер на волі через рік. Реабілітований у 1956 році.
Мешкала з двома дітьми у селищі Томіліно Московської області.
У 1967 році була нагороджена орденом Леніна як ветеран партії та військової розвідки.
Померла 1996 року.

## Цікавий факт
Сім'я товаришувала з Миколою Островським, і за спогадом його дружини, коли письменник у 1935 році — вже знерухомлений — отримав звання бригадного комісара, то саме Віра Василівна Бердникова купила у воєнторгу комсоставську гімнастерку і прикріпила відзнаки — ромби в петлі та зірку на рукаві.